# فيليب أسبينال
فيليب أسبينال (بالإنجليزية: Phillip Aspinall) هو قسيس أسترالي، ولد في 17 ديسمبر 1959 في هوبارت في أستراليا.